# Sonate K. 92
La sonate K. 92 (F.54/L.362) en ré mineur est une œuvre pour clavier du compositeur italien Domenico Scarlatti.

## Présentation
La sonate K. 92, en ré majeur, est sans indication de mouvement. L'écriture est polyphonique et portée par la cellule rythmique :
qui se retrouve également dans les sonates K. 8 et 238.

## Manuscrit
Le manuscrit principal est le numéro 58 du volume XIV (Ms. 9770) de Venise (1742), copié pour Maria Barbara.

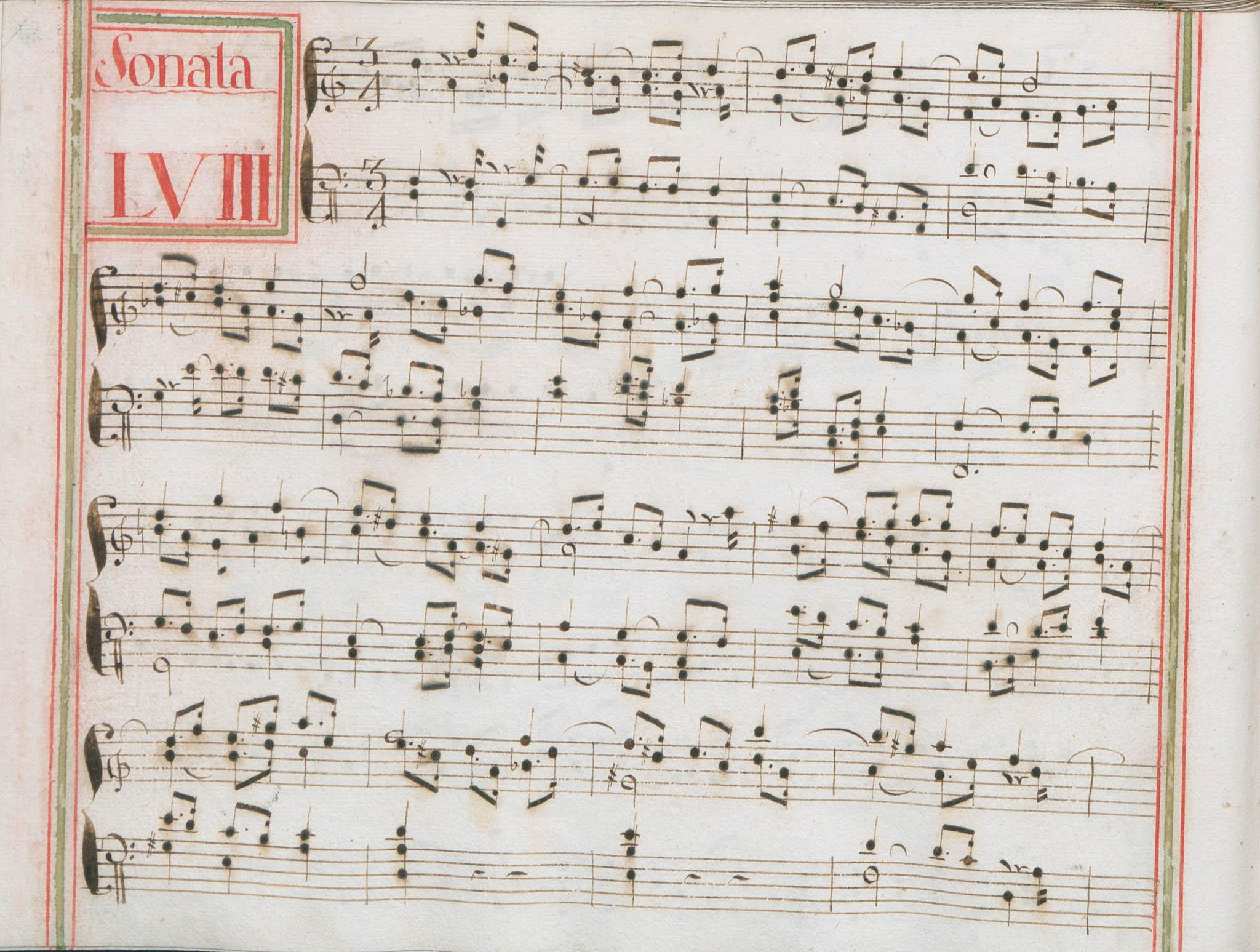
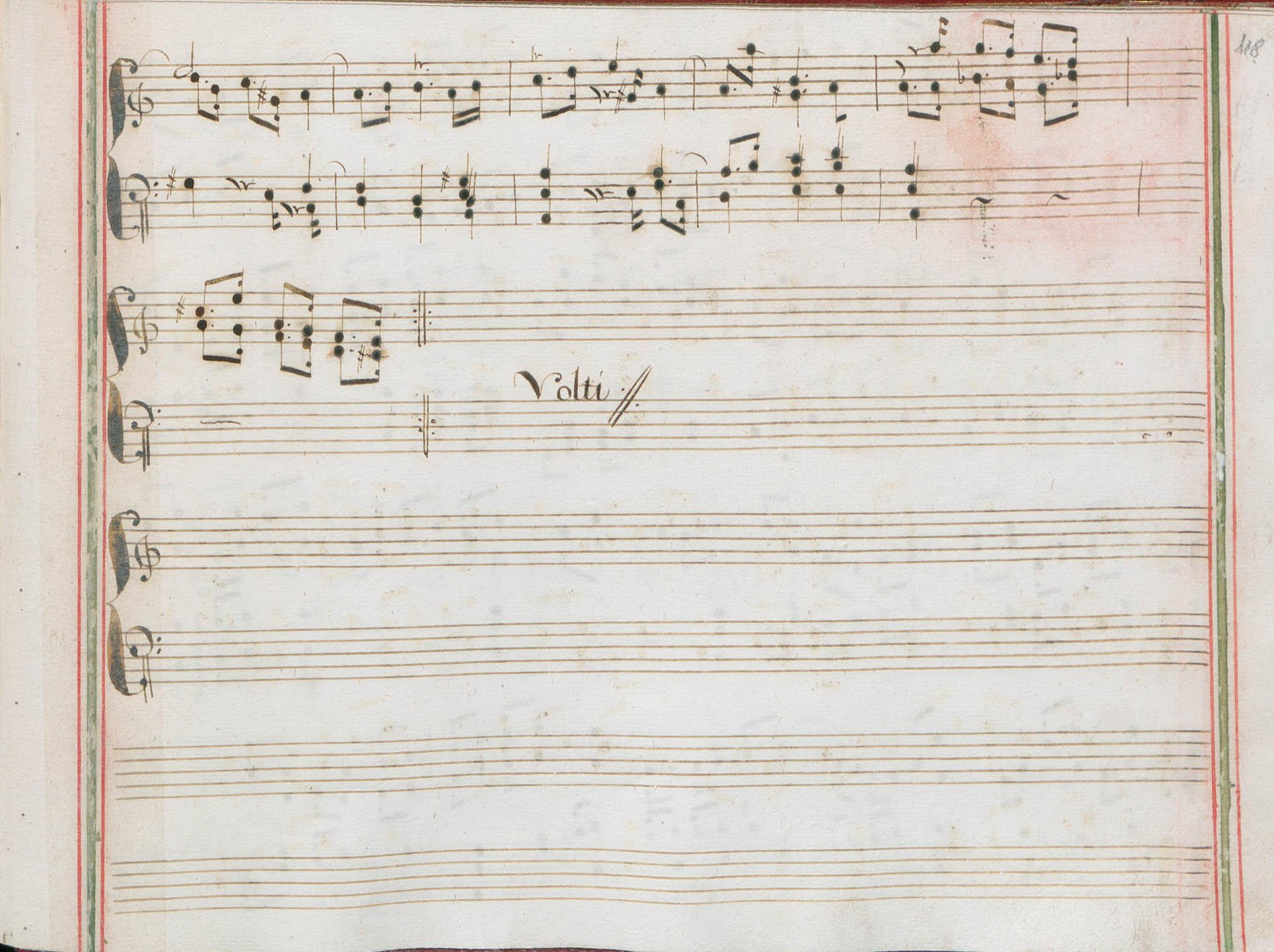
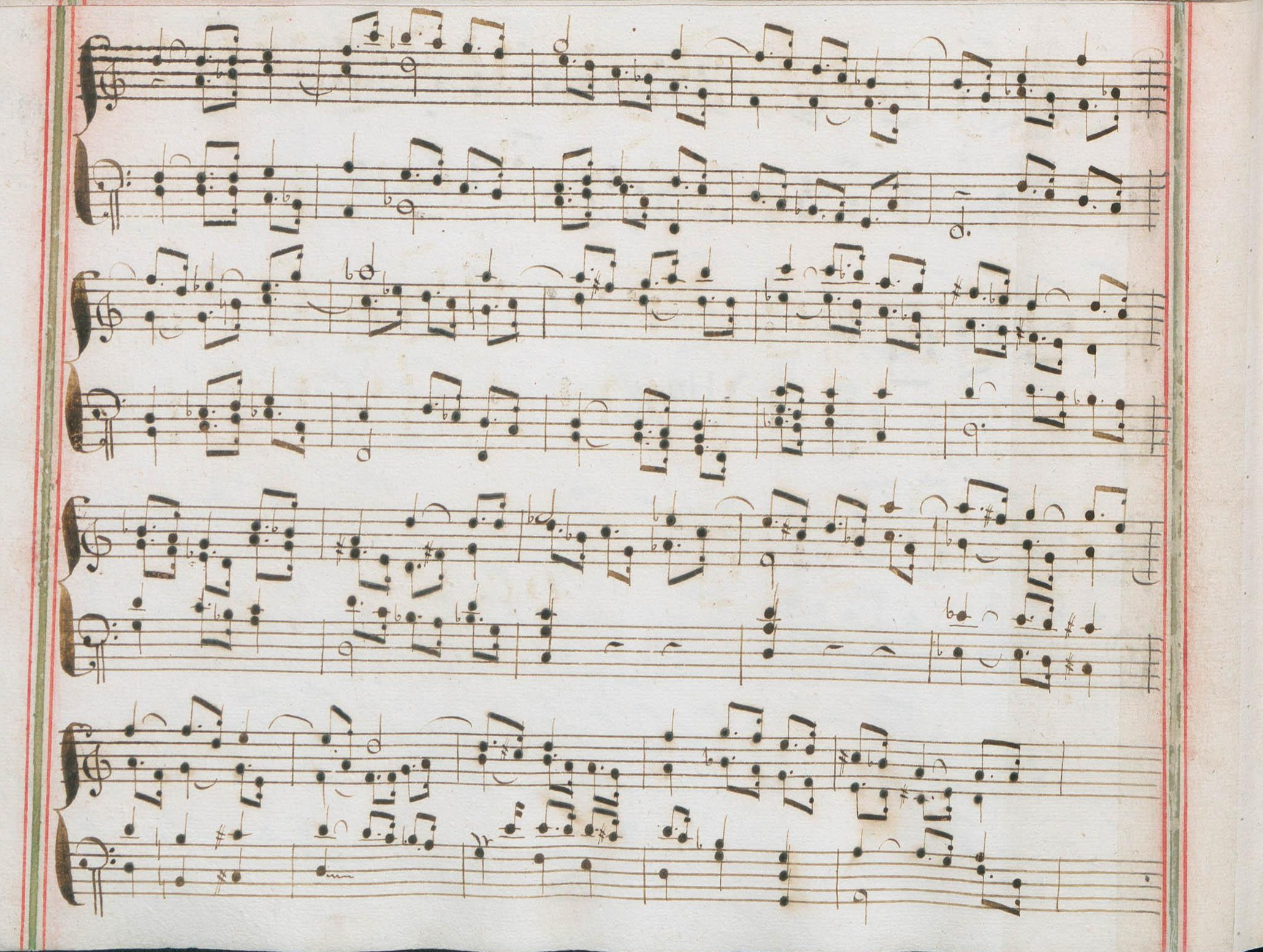
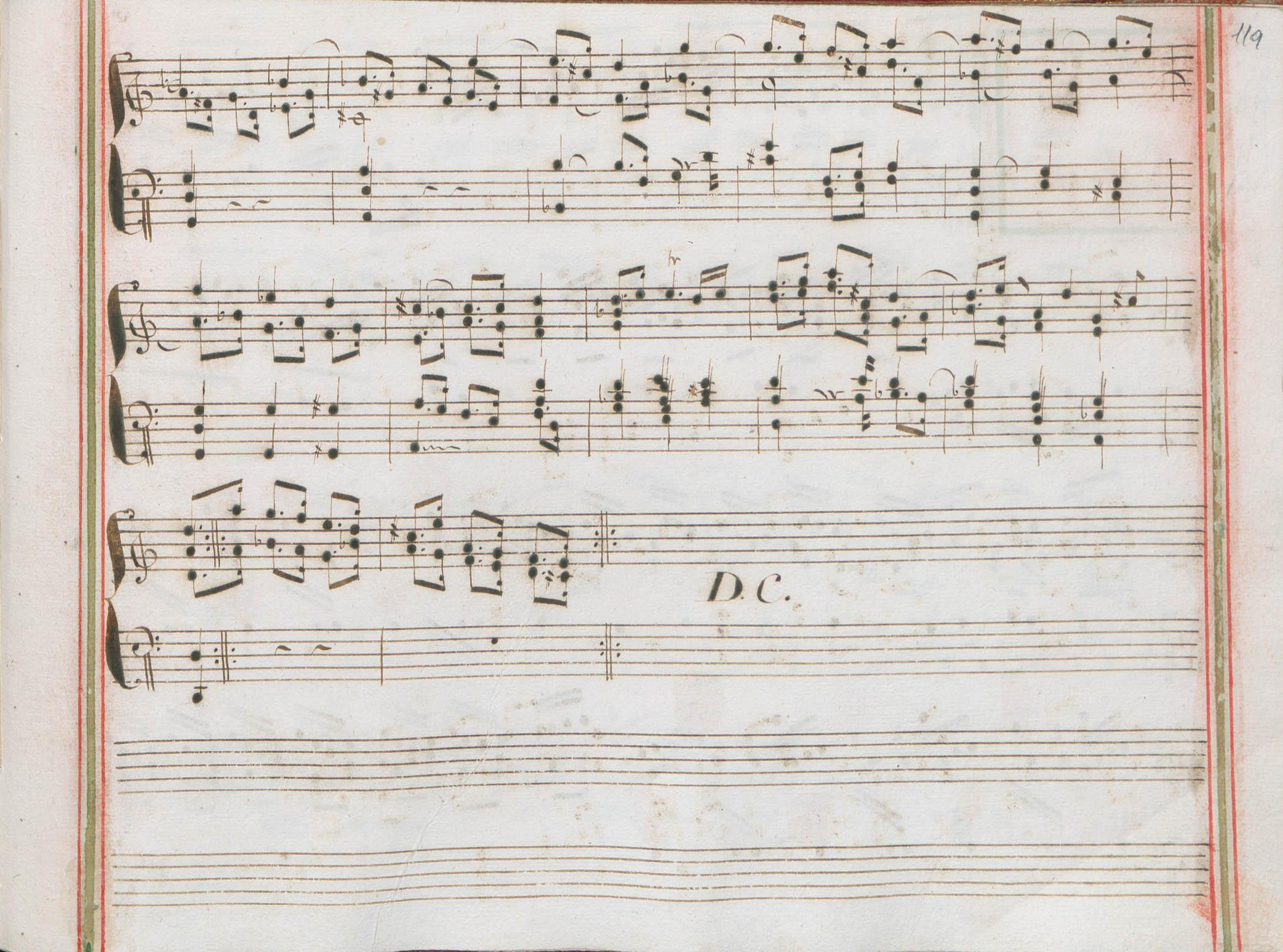

## Interprètes
La sonate K. 92 est défendue au piano, notamment par Orion Weiss en 2013 (Naxos, vol. 15) ; au clavecin, elle est jouée par Scott Ross (1985, Erato), Pieter-Jan Belder (2001, Brilliant Classics, vol. 2) et Richard Lester (2005, Nimbus, vol. 6). Andrea Marcon (1996, Divox), Maria Cecilia Farina (Stradivarius, vol. 9), Andrés Cea (2007, Lindoro) et Nicola Reniero (2016, Brilliant Classics) l'interprètent à l'orgue.

## Sources
: document utilisé comme source pour la rédaction de cet article.
- Ralph Kirkpatrick (trad. de l'anglais par Dennis Collins), Domenico Scarlatti, Paris, Lattès, coll. « Musique et Musiciens », 1982 (1re éd. 1953 (en)), 493 p. (ISBN 978-2-7096-0118-4, OCLC 954954205, BNF 34689181).
- Alain de Chambure, « Domenico Scarlatti, Intégrale des sonates — Scott Ross », Erato/Éditions Costallat (2564-62092-2 (livret : 2292-45309-2)), 1985 (OCLC 891183737) .